# Liste des horloges astronomiques du Royaume-Uni
Cet article recense les horloges astronomiques du Royaume-Uni.

## Liste
| Horloge                                                | Édifice                                          | Localité         | Pays       | Date        | Coordonnées                        | Illus.                                   |
| ------------------------------------------------------ | ------------------------------------------------ | ---------------- | ---------- | ----------- | ---------------------------------- | ---------------------------------------- |
| Horloge du prieur Castell (en)                         | Cathédrale                                       | Durham           | Angleterre | c. 1519     | 54° 46′ 25″ nord, 1° 34′ 34″ ouest |                                          |
| Horloge astronomique de la cathédrale d'Exeter (en)    | Cathédrale Saint-Pierre                          | Exeter           | Angleterre | c. 1484     | 50° 43′ 23″ nord, 3° 31′ 50″ ouest |                                          |
| Horloge astronomique de l'université de Leicester (en) | Rattray Lecture Theatre, Université de Leicester | Leicester        | Angleterre | 1989        | 52° 37′ 23″ nord, 1° 07′ 25″ ouest |                                          |
| Horloge astronomique de Bracken House                  | Bracken House                                    | Londres          | Angleterre | 1959        | 51° 30′ 46″ nord, 0° 05′ 47″ ouest |                                          |
| Horloge astronomique de Hampton Court (en)             | Château de Hampton Court                         | Londres          | Angleterre | 1540        | 51° 24′ 12″ nord, 0° 20′ 15″ ouest |                                          |
| Horloge astronomique d'Ottery St Mary (en)             | Église Sainte-Marie (en)                         | Ottery St Mary   | Angleterre | XVe siècle  | 50° 39′ 32″ nord, 4° 20′ 23″ ouest | Astronomical clock, Ottery St Mary's.jpg |
| Horloge astronomique de Snowshill Manor                | Snowshill Manor                                  | Snowshill        | Angleterre |             | 52° 00′ 10″ nord, 1° 51′ 38″ ouest |                                          |
| Horloge astronomique de la cathédrale de Wells (en)    | Cathédrale Saint-André                           | Wells            | Angleterre | c. 1392     | 51° 12′ 37″ nord, 2° 38′ 37″ ouest |                                          |
| Horloge astronomique de Wimborne Minster (en)          | Église Saint-Cuthburga (en)                      | Wimborne Minster | Angleterre | XIVe siècle | 50° 47′ 56″ nord, 1° 59′ 17″ ouest |                                          |
| Horloge astronomique de la cathédrale d'York (en)      | Cathédrale Saint-Pierre                          | York             | Angleterre | 1955        | 53° 57′ 43″ nord, 1° 04′ 55″ ouest |                                          |